# Andrea I Muzaka
Andrea I Muzaka (?-1319) was een Albanese prins uit het adellijk geslacht Muzaka. Andrea I was in 1280 de stichter van het vorstendom Muzaka in centraal- en zuid-Albanië. Zijn zoon Teodor I volgde hem na zijn dood in 1319 op. Andrea I was tevens de grootvader van Andrea II Muzaka, de latere despoot van Albanië.

## Biografie
Andrea I Muzaka was afkomstig uit het Huis Muzaka, een bemiddelde Albanese adel uit het zuiden van Albanië. In 1279 vocht een familielid van Andrea, Gjon Muzaka, als bondgenoot van de Byzantijnse keizer Michael VIII Palaiologos, tegen de uitbreiding van Karel I van Napels, die in 1272 het Koninkrijk Albanië stichtte rond de belangrijke havenstad Durrës. Andrea Muzaka werd later een vazal van Karel van Napels, die hem de titel "Maarschalk van Albanië" toekende.
Nadat in 1281 Anjou uit Albanië werd verdreven door een coalitie van Byzantijnen en lokale Albanese troepen stichtte Andrea I Muzaka een de facto onafhankelijke territoriale staat, die later het Myzeqe-gebied ten westen van Berat tussen de rivieren Devoll en Vjosë omvatte. Omdat hij de hoge Byzantijnse titel van Sebastokrator droeg, werd hij erkend door keizer Andronikos II Palaiologos als gouverneur van Centraal-Albanië. In alliantie met de Byzantijnen versloeg Andrea Muzaka ook de Serviërs, die onder leiding van koning Stefan Uroš II Milutin Albanië vanuit het noorden aanvielen. 
Zijn zoon Teodor I Muzaka volgde zijn heerschappij in 1319 over het vorstendom Muzaka op. Vanaf 1335 breidde zijn kleinzoon Andrea II Muzaka de heerschappij van de Muzaka-dynastie in Centraal-Albanië aanzienlijk uit.